# 성범죄자 알림e
성범죄자 알림e는 대한민국의 정부 기관인 법무부에서 2010년 1월 1일부터 운영하고 있는 인터넷 웹사이트로 성범죄자의 신상정보를 열람할 수 있는 사이트이다.

## 일화
- 2012년 7월 25일 여성가족부는 성범죄자 알림e 사이트에 전체 접속자 중 20대 여성이 7만 2000여명으로 가장 많다고 밝혔으며, 이는 전체 접속자 중 31%를 차지 한다고 한다.[1]

## 같이 보기
- 전자 발찌
- 청소년 성매수자 신상공개제도 사건